# おとめ座超銀河団

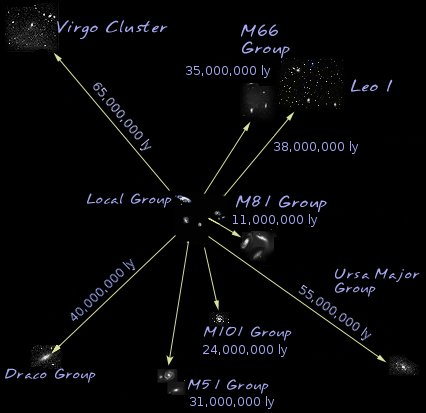
おとめ座超銀河団（局部超銀河団）

おとめ座超銀河団（おとめざちょうぎんがだん、Virgo Supercluster）は、銀河系（天の川銀河）、アンドロメダ銀河、大マゼラン雲などからなる局所銀河群を含む超銀河団である。（局所超銀河団、局部超銀河団）とも呼ばれる。

## 降着円盤と銀河ハロー
おとめ座超銀河団は2つの構成要素からなる。降着円盤と銀河ハローである。平らな降着円盤はパンケーキ状の形をしており、光を放射する銀河の60%を占める。銀河ハローは細長く、光を放射する銀河の40%を占める。

## 直径
おとめ座超銀河団の直径は2億光年 (1 ×1020 km) である。およそ100の銀河群と銀河団からなり、その中心にはおとめ座銀河団が居座っている。

## 質量
重力が銀河の動きに及ぼす影響の追跡から、おとめ座超銀河団の質量は、約1015太陽質量 (2 ×1046 kg) と推定されている。恒星の数のわりには光度は小さいため、質量の大部分はダークマターからなると考えられている。
おとめ座超銀河団は、じょうぎ座銀河団の近くにあるグレート・アトラクターと呼ばれる重力アノマリーに引き込まれている。

## 構成する銀河クラウド
おとめ座超銀河団は、銀河クラウド  (Galaxy cloud)  と呼ばれる銀河団の集まりからなる。降着円盤は、3つの銀河クラウドからなる。おとめ座銀河団、りょうけん座クラウド、そしておとめ座IIクラウドである。
銀河ハローは、細長いクラウドからなり、おとめ座銀河団を指している。